# Satsjchere (plaats)
Satsjchere (Georgisch: საჩხერე) is een stad in het midden-westen van Georgië met 5.329 inwoners (2024), gelegen in de regio (mchare) Imereti. De stad is het bestuurlijk centrum van de gelijknamige gemeente en ligt hemelsbreed 135 kilometer ten noordwesten van hoofdstad Tbilisi en 60 kilometer ten oosten van regiohoofdstad Koetaisi. Satsjchere is gesitueerd op een hoogte van 450-500 meter boven zeeniveau in het Imereti-hoogland aan de voet van het Ratsjagebergte. De rivier de Kvirila stroomt door de stad, die bekend is als geboorteplaats van de rijkste man van Georgië, Bidzina Ivanisjvili.

## Geschiedenis

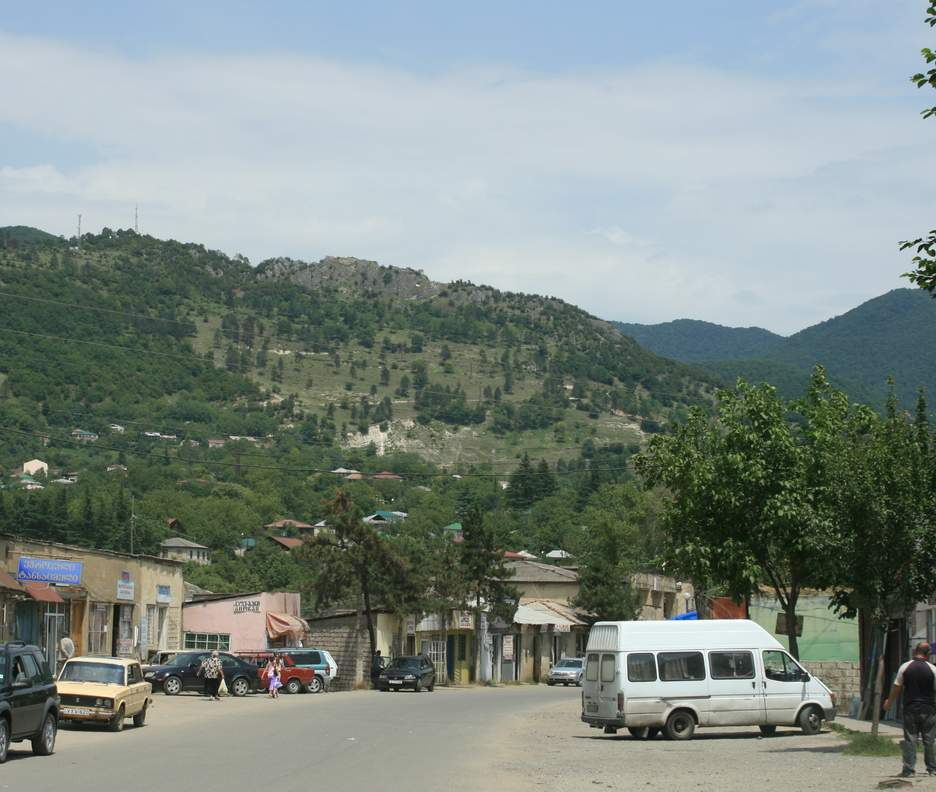
Satsjchere met zicht op Modinachefort

Het gebied in en rond Satsjchere is al sinds de oudheid bewoond en er zijn vele vondsten uit de bronstijd en van de Colchiscultuur gedaan. Het lag in Argveti, het grensgebied van Colchis en het Koninkrijk Iberië. Vanaf de late middeleeuwen was Satsjchere het centrum van het adellijke Tsereteli-geslacht. Opper-Imeretië en Satsjchere werd toen nog door de eristavi van Ratsja bestuurd, maar in de 17e eeuw nam de invloed van de Abasjidz-dynastie van Imeretië toe.

### Residentie van de Tsereteli
De Tsereteli's ontvingen in 1614 in hun paleis in Satsjchere George III van Imeretië, Teimoeraz I van Kachetië en Loearsab II van Kartli nadat deze laatste twee door de Perzische Abbas I in ballingschap waren verjaagd. In de 18e eeuw verzwakte de macht van Imeretië en kwamen de Tsereteli's op als lokale machthebbers.
Prins Papoena Tsereteli liet medio 1710 het fort Modinache boven de hedendaagse stad bouwen, dat in 1738 zijn nut bewees toen Alexander V van Imeretië tevergeefs probeerde het fort en de stad te verroveren. Alexander V had daarvoor eerst zowel Papoena Tsereteli als zijn schoonvader Davit Abasjidze omgebracht. Zowel de Salomo I van Imeretië (in 1766) als Salomo II van Imeretië (in 1790) namen hun toevlucht tot de forten in Satsjchere. In de stad Satsjchere is behalve het fort Modinache op de berg niet veel meer terug te zien van de rijke historie. Wel zijn er nog residenties van de Tsereteli's te zien in het nabijgelegen dorp Schvitori.

### Bestuurlijk centrum
In 1810 werd Imeretië door het Keizerrijk Rusland ingelijfd en verloren de Tsereteli's ook hun macht. Vanaf 1846 viel Satsjchere onder het gouvernement Koetais (Russisch: Кутаи́сская Губе́рния, Koetaiskaya Goebérniya) en werd het in het oejezd (provincie, mazra in het Georgisch) Sjorapan centrum van het oetsjastok Satsjchere (Russisch: Сачхерскій участокъ, Satsjcherskí oetsjastok). In 1904 kreeg Satsjchere een spoorverbinding met Tsjiatoera en de hoofdlijn bij Zestafoni door de inspanningen van de filantropiste Elisabeth Tsereteli.
Onder het Sovjetregime werd Satsjchere in 1939 het bestuurlijk centrum van het nieuwe rajon (district) Satsjchere en werd het een gemiddeld productiecentrum. Er kwam een wijnmakerij, een conservenfabriek, er werden bakstenen geproduceerd en in 1964 kreeg Satsjchere de stadsstatus. Satsjchere is sinds de onafhankelijkheid van Georgië een onopvallend provinciestadje gebleven. Het is de zetel van het Bisdom van Tsjiatoera en Satsjchere.

## Joodse gemeenschap

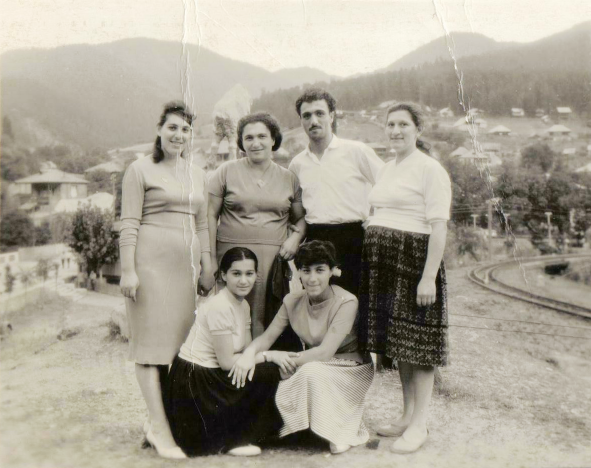
Georgische Joden in Satsjchere (1962)

Satsjchere was een van de centra van de Georgisch Joodse gemeenschap. Al sinds de 17e eeuw woonden er Georgische Joden, nadat zij als voormalige lijfeigenen van de Absasjidze dynastie van Imeretië moesten verhuizen naar Satsjchere dat in het bezit was van de Tsereteli prinsen. De Joodse gemeenschap leefde van de stedelijke handel, wat ook Armeniërs nar Satsjchere trok. In de 19e eeuw werd Satsjchere een multiculturele stad, waar de Joden in de meerderheid waren.

### Bloedwraak
Na een bloedwraak-zaak die in 1850 door de Russische autoriteiten aangespannen was tegen Joden uit Soerami, kwam de Joodse gemeenschap in Satsjchere in 1878 in eenzelfde zaak terecht. Negen Joodse kooplui werden beschuldigd van moord op een christelijk meisje en het gebruik van haar bloed om matse mee te bakken. De zaak werd breed uitgemeten in de Joods-Russische media en ondanks de vrijspraak voor de verdachten bevestigde het onder de Joodse gemeenschap de antisemitische tendensen van de Russische heersers. De Joodse gemeenschap werd gesteund door de Georgische intellectuelen als Ilia Tsjavtsjavadze en de uit Satsjchere afkomstige Akaki Tsereteli.

### Emigratie
Volgens de volkstelling van 1886 was meer dan 56% van de inwoners van Satsjchere Joods, en ook tot diep in de 20e eeuw was de Joodse gemeenschap in Satsjchere groot. Dat veranderde net als in andere Georgisch Joodse gemeenschappen zoals Koelasji en Oni eind jaren 1960 en begin jaren 1970 toen de Sovjet autoriteiten onder Georgisch Joodse druk uitreisvisa naar Israël begonnen te verstrekken. Dit had ook invloed op de Joodse gemeenschap in Satsjchere en volgens de volkstelling van 2014 wonen er geen Joden meer in de stad.

### Synagogen
In Satsjchere stonden ooit drie synagogen, waarvan er nog eentje bestaat maar niet meer in gebruik is. Deze synagoge is in 2012 gerenoveerd en in 2016 door de Georgische staat overgedragen aan de Joodse gemeenschap in Georgië. In 1946 werden nog twee synagogen geregistreerd, waarvan er een in 1951 in een bakkerij werd veranderd.

## Demografie
Begin 2024 had Satsjchere 5.329 inwoners, een daling van bijna 9% sinds de volkstelling van 2014. De bevolking van Satsjchere bestond in 2014 op enkele minder dan 20 inwoners na geheel uit Georgiërs. Satsjchere had ooit aan grote Joodse gemeenschap. In 1923 woonden er ruim 1100 Georgische Joden, bijna de helft van de bevolking.
| Aantal                                                           | 1.183 | 2.520 | 2.757 | 4.518 | 6.469 | 7.311 | 7.085 | 7,842 | 6.660 | 6.140 | 5.792 | 5.329 |  |  |
|                                                                  |       |       |       |       |       |       |       |       |       |       |       |       |  |  |
| Joden                                                            | 668   | 1.131 | 983   | 1.604 | n.b.  | n.b.  | 84    | n.b.  | n.b.  | 0     | -     | -     |  |  |
| Joden                                                            | 56,5% | 44,9% | 35,7% | 35,5% | n.b.  | n.b.  | 1,2%  | n.b.  | n.b.  | 0%    | -     | -     |  |  |
| Verantwoording data: Bevolkingsstatistiek Georgië 1897 tot heden |       |       |       |       |       |       |       |       |       |       |       |       |  |  |

## Bezienswaardigheden

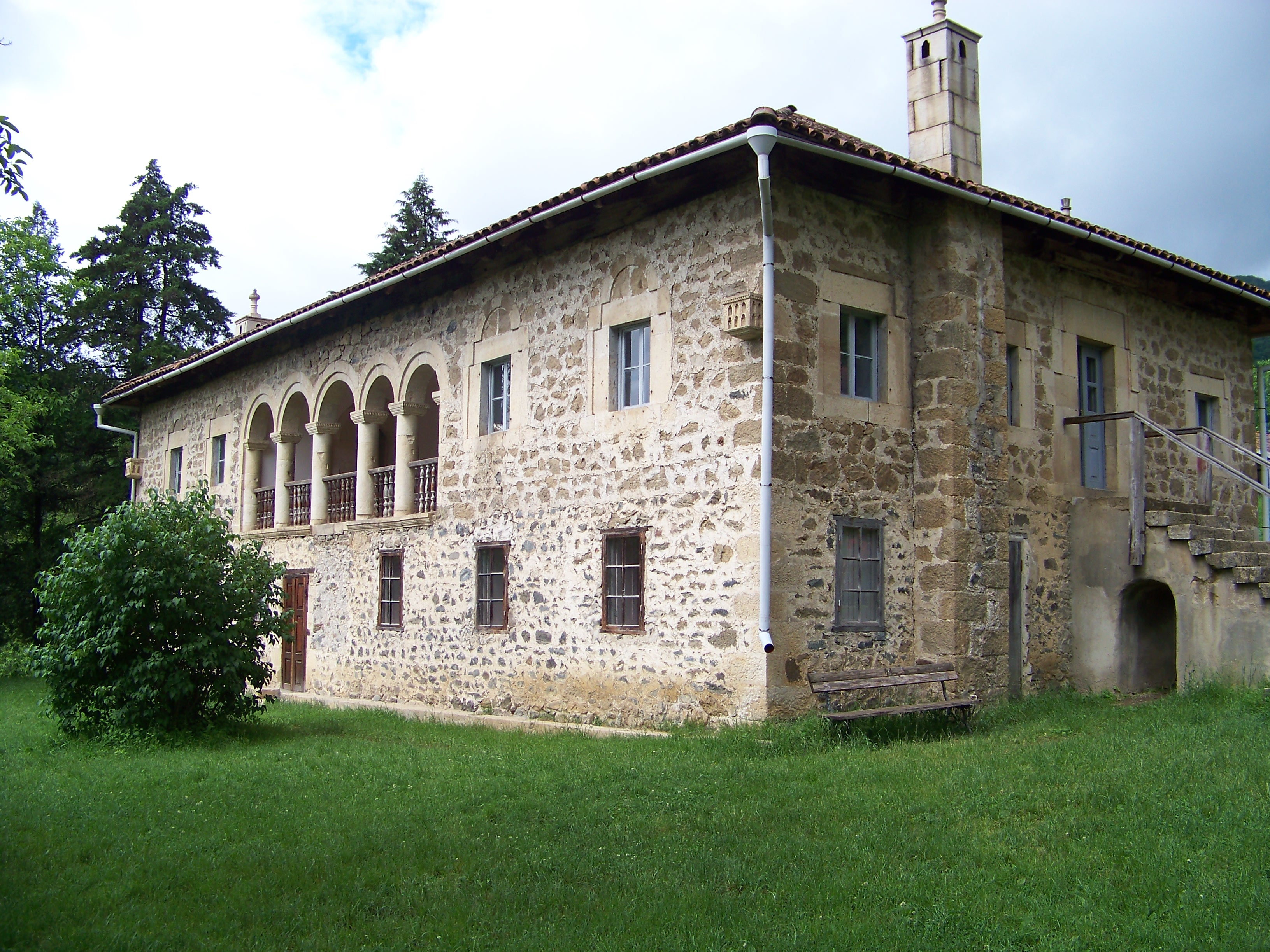
Huismuseum van Akaki Tsereteli

- Stationsgebouw van Satsjchere uit 1905. Het enige bezienswaardige in de stad, en nationaal cultureel erfgoed.[5]
- Fort Modinache (18e eeuw). Fort bovenop de steile helling van het Ratsjagebergte direct boven de stad, gerestaureerd in 2019. Gebouwd in opdracht van de lokale adel Tsereteli. Naast cultureel erfgoed ook een archeologische vindplaats met vondsten uit de bronstijd, ijzertijd en oudheid.[22]
- Huismuseum van Akaki Tsereteli in Schvitori aan de rand van Satsjchere, opgericht in 1939.[3] Het huismuseum is gevestigd in het residentieel paleis van de Tsereteli's dat een nationaal monument is.[23]
- Doenta Goridzjvarikerk (10e eeuw). Herbouwd in de jaren 1990, gelegen op een top boven het fort Modinache, met uitzicht over de wijde omgeving.[24]

## Vervoer
Satsjchere is een kruispunt van gemeentelijke maar ook regionaal belangrijke wegen. Door de stad komt de belangrijke interregionale nationale route Sh22 die oost-Imereti maar ook Ratsja-Letsjchoemi en Kvemo Svaneti door het Lichigebergte verbindt met de autosnelweg S1 / E60 bij Gomi. In de zuidwestelijke richting verbindt deze route Satsjchere met Tsjiatoera en Zestafoni. Sinds 2021 is er een nieuwe nationaal belangrijke verbinding met Ratsja-Letsjchoemi en Kvemo Svaneti en de stad Oni, de Sh209 die dwars door het Ratsjagebergte gaat, en hoogtes tot 1900 meter boven zeeniveau bereikt.
In 1904 werd Satsjchere via het spoor met Tsjiatoera en de hoofdlijn bij Zestafoni verbonden door de inspanningen van de filantropiste Elisabeth Tsereteli. In 1905 werd het monumentale stationsgebouw opgeleverd, ook met haar steun, dat inmiddels behoort tot het nationaal cultureel erfgoed. Er rijdt dagelijks een trein van Satsjchere naar Koetasi via Zestafoni.

## Sport
Tsjichoera Satsjchere is de lokale profvoetbalclub en werd oorspronkelijk in 1936 opgericht. De club speelde in de seizoenen 2007 en 2012-2020 op het hoogste niveau, de Erovnuli Liga, waarna het degradeerde naar de Erovnuli Liga 2.

## Geboren
- Akaki Tsereteli (1840-1915), prominent Georgische dichter en speelde een prominente rol in de nationale bevrijdingsbeweging. Werd geboren in het dorp Schvitori aan de rand van Satsjchere.
- Bidzina Ivanisjvili (1956), Georgisch zakenman, multimiljardair en politicus. Oprichter en financier van de partij Georgische Droom. Ivanisjvili woont in Tbilisi maar heeft een landgoed in het dorp Tsjorvila, vijf kilometer ten zuiden van Satsjchere.[26]
- Lasja Talachadze (1993), Georgisch gewichtheffer.